# Hans Arnold
Hans Arnold (Sursee, 22 de abril de 1925 – 25 de octubre de 2010) fue un artista suizo natguralizado sueco, país en el que vivió de 1947 hasta su muerte en 2010. Ilustrador de muchísmos libros y revistas, es conocido principalmente por sus dibujos para la serie de libros de Bland tomtar och troll y para la portada del disco Greatest Hits del grupo sueco  ABBA.

## Biografía
Nacido en Sursee, Arnold tuvo una estricta educación católica. Ya de pequeño, comenzó a hacer caricaturas de los profesores a las que vendía a sus compañeros de clase.
En 1947, Arnold se trasladó a Suecia. Allí empezó a ser conocido en algunos círculos de arte de terror y en seguida consiguió un estil muy particular. Ilustró cuentos cortos en semanarios suecos como VeckoRevyn de los 50 hasta los 70, y en 1967 creó Matulda och Megasen, un popular programa de televisión de animación.
Invitado frecuente en las convenciones de ciencia ficción, fue el organizador de y en años posteriores participó en la organización de la Academia de Terror de Suecia.
En 1995, Arnold creó una obra de arte encargada por la banda de rock sueca Spiritual Beggars para su álbum "Another Way To Shine" (1996). También hizo la portada para el álbum Kalejdoskopiska Aktiviteter (1998) de la banda sueca de rock psicodélico Qoph. Su trabajo ha sido utilizado como portada en varios álbumes de Ralph Lundsten y en el lanzamiento homónimo de 2012 de la banda de rock progresivo Storm Corrosion.